# King Kobra
King Kobra ist eine US-amerikanische Rockband, die sich stilistisch zwischen den Musikrichtungen des Glam-Metal und Adult Oriented Rock bewegte und von Schlagzeuger Carmine Appice gegründet wurde. Die Band war vornehmlich in den 1980er Jahren aktiv.

## Geschichte
King Kobra wurden Anfang 1984 von Schlagzeuger Carmine Appice ins Leben gerufen. Appice erlangte zuvor durch sein Engagement bei Vanilla Fudge und Rod Stewart Bekanntheit und ist u. a. Co-Autor von Stewarts Hit Do Ya Think I’m Sexy.
Zusammen mit dem Sänger Mark Free und den beiden Gitarristen Mick Swedasky (aka Mick Sweda, ex-Stormtroopers) und David Michael-Phillips (ex-Keel) veranstaltete Appice Auditions für den Posten des Bassisten. In der engeren Auswahl standen Johnny Rod und Gary Moon. Die Band entschied sich für Rod und so stieg Moon bei Night Ranger ein.
King Kobra unterschrieben kurz darauf einen zwei Alben umfassenden Deal bei Capitol Records und machten sich mit Produzent Spencer Proffer an die Arbeit für das Debütalbum Ready to Strike, das 1985 erschien. Einer ausgedehnten US-Tour folgte 1986 das Album Thrill of a Lifetime, welches mit Iron Eagle (Never Say Die) ihren Beitrag zum Film Iron Eagle enthält.
Sänger Mark Free verließ die Band noch vor den Aufnahmen zum dritten Album, unter anderem auch aus Frustration darüber, dass Capitol den Vertrag mit der Band nicht verlängerte. Auch Bassist Johnny Rod verließ die Band und wechselte zu W.A.S.P., während Gitarrist Mick Sweda mit Marq Torien und Loni Black die BulletBoys ins Leben rief. Torien war ursprünglich als Ersatz für Free engagiert worden.
Das dritte Album sah neben Appice und Phillips die Neuzugänge Johnny Edwards (Gesang), Jeff Northrup (Gitarre) und Larry Hart (Bass) im Line Up. Alle drei stammten von der Band Northrup und so enthält das dritte King Kobra Album mit dem schlichten Titel III neben neuen Songs von Appice und Phillips auch Material, das eigentlich für Northrup vorgesehen war. Das dritte Album erschien in den USA auf Appices eigenem Label, während die Band für Europa einen Deal mit Music For Nations unterzeichnete. Nicht lange nach der Veröffentlichung fiel die Band schließlich komplett auseinander.
Appice gründete mit dem ehemaligen Thin-Lizzy- und Whitesnake-Gitarristen John Sykes die Band Blue Murder, während Phillips die Band Geronimo ins Leben rief und später auf Lizzy Bordens Master Of Disguise Album zu hören war. Johnny Edwards stieg überraschend für Lou Gramm bei Foreigner ein und sang auf dem Album Unusual Heat.
Appice reformierte King Kobra im Jahr 2000 und nahm eine neue Platte in Angriff. Gitarrist Mick Sweda war ebenfalls wieder mit von der Partie und als neuer Sänger fungierte Kelly Keeling (ex-M.S.G.). Das Ende der Band kam dann aber schneller als geplant. Kurz nach Veröffentlichung von Hollywood Trash reformierten sich Vanilla Fudge und Appice tourte mit ihnen durch die USA.
Nach 2010 erschien King Kobra in einer neuen Besetzung: Drummer Appice, die Gitarristen Michael Sweda und David Michael–Phillips (a.k.a. David Henzerling) sowie Bassist Johnny Rod aus der 1985er Line-up wurden durch den neuen Sänger Paul Shortino ergänzt. In dieser Besetzung veröffentlichten sie 2011 das Album King Kobra bei Frontiers Records. 2013 folgte das Album II.
Am 18. Juli 2023 wurde via Spotify die neue Single "We Are Warriors" veröffentlicht. Das gleichnamige Album folgt am 11. August. Außerdem gab es einen Besetzungswechsel: Da der langjährige Gitarrist John Michael-Phillips nicht mehr dabei ist, spielen auf dem neuen Album Carlos Cavazo und Rowan Robertson die Gitarren. Cavazo war Mitte der 1980er Jahre mit Quiet Riot erfolgreich, Robertson spielte das 1990er Dio-Album Lock Up The Wolves ein.

## Diskografie

### Studioalben
- 1985: Ready to Strike
- 1986: Thrill of a Lifetime
- 1988: King Kobra III
- 1999: The Lost Years
- 2001: Hollywood Trash
- 2011: King Kobra
- 2013: II
- 2023: We Are Warriors

### Singles und EPs
- 1985: Hunger
- 1986: Iron Eagle (Never Say Die)
- 1987: Home Street Home
- 1988: Take It Off